# 豹俠女
豹俠女（日语：ミスパンテール），是日本純種競賽馬匹。生涯活躍於一哩賽事，曾勝出阪神牝馬錦標及京都牝馬錦標，亦於綠松石錦標取得連霸。

## 出賽前
2014年3月3日出生於北海道日高町三城牧場（今凡爾賽牧場），成長途中被馬主寺田千代乃購入。
其後交由栗東訓練中心練馬師昆貢訓練。

## 競賽生涯

### 2歲
2016年7月30日出戰札幌競馬場2歲新馬戰，採取後上戰術下於最後彎道抽出大外檔，最終成功轟出優秀的末腳速度取得首勝。

### 3歲
休養近7個月後於2017年3月以三級賽鬱金香賞作為目標，賽前取得第七人氣。比賽開始後，其繼續保持於最後方的位置，通過最後彎道時才徐徐向外取位並逐步望空。進入直路後，其隨即展開衝刺並跑出後600米33.7秒的末腳速度，最終僅敗於前方透出的觸動心弦取得第二。
其後以優先出賽權的方式出戰櫻花賞，然而以第十六大敗，5月出戰優駿牝馬（日本橡樹大賽）亦僅跑獲第十。
進入秋季後出戰玫瑰錦標，於其中未能展現末腳速度而以第十落敗。
其後原定出戰秋華賞，但未有優先出賽權加上獎金不足而被排除於名單之外，因而改變策略出戰條件戰清水錦標，最終於直路成功壓制對手取得勝利。
年末選擇出戰綠松石錦標，比賽初段維持於中團位置穩步推進，直至第三、四彎道時候仍然處於內欄的位置。進入直路後，其隨即以貼欄的姿勢展開衝刺，最終成功於馬群中央的峽縫中穿出，以頸位優勢取得首個分級賽冠軍。

### 4歲
2018年首戰為京都牝馬錦標，本次比賽選擇主動的策略，進佔第六左右的先頭位置下於第四彎道開始向外推進。進入直路後，其成功在外檔位置展步加速，最終超越前方對手下輕鬆取得分級賽連勝。
4月7日繼續於雌馬限定賽事征戰，並以阪神牝馬錦標作為目標。比賽開始後，面對沒有其他賽駒主動帶出的局面，其一反以往的做法主動上前領放，並於比賽途中帶出前600米37.2秒的超慢步速，亦一直於賽事途中和後方位置距離。進入直路後，由於其將自身置於有利的節奏之中，因而仍然有餘力加速並和一直跟隨在其後方的Red Avancer展開纏鬥，最終佔於上風之下以頭位優勢壓贏對手贏得第三個分級賽冠軍。

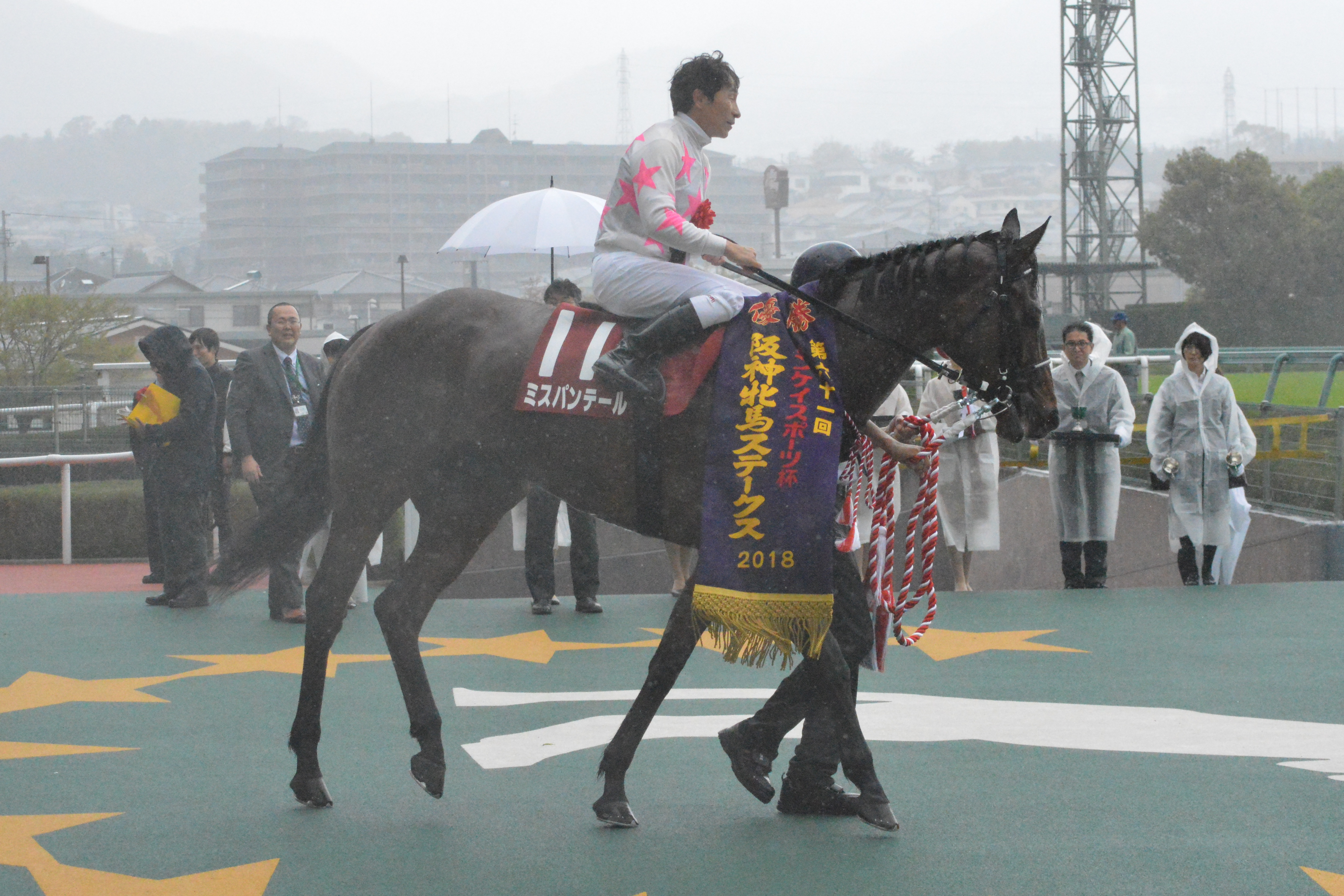
阪神牝馬錦標頒獎儀式

5月按照計劃出戰維多利亞一哩賽，本次重新改為使用居中戰術，維持於第八、九左右的位置展開推進，於第三、四彎道之間開始抽出望空。進入直路後，其嘗試於中檔位置展開加速，但礙於天雨造成的變化地之影響，其無法進入全速狀態，最終敗於子夜白光、雍容白荷、Red Avancer及太空隕石取得第五。
進入秋季後，其仍然未能將狀態調整，於府中牝馬錦標僅跑獲第九，而在正賽女皇伊利沙伯二世盃中更以第十二大敗。
年末，其再度挑戰綠松石錦標，比賽初段出閘較為順利之下處於第七左右的位置，通過最後彎道時候稍微加速上前。進入直路後，其於中檔位置以凌厲的衝勢上前壓迫前方，最終將Liberty Heights追過下亦成功抵擋電工使者的強襲，以1/2馬位優勢達成連霸。

### 5歲
2019年首戰仍然為京都牝馬錦標，雖然賽前取得第一人氣，然而於直路上未能展現出加速的姿態，最終以第五落敗。
賽後，其被發現右前腳患有肌腱炎，最終陣營決定安排其退役。

### 詳細賽績
| 日期       | 舉辦國家 | 馬場 | 距離   | 級別 | 賽事名稱           | 負重 | 騎師     | 馬號 | 出馬 | 名次 | 時間   | 頭馬（二馬）         |
| ---------- | -------- | ---- | ------ | ---- | ------------------ | ---- | -------- | ---- | ---- | ---- | ------ | -------------------- |
| 30/7/2016  | 日本     | 札幌 | 草1500 |      | 2歲新馬            | 54   | 四位洋文 | 9    | 9    | 1    | 1:32.9 | （Your Suisui）      |
| 4/3/2017   | 日本     | 阪神 | 草1600 | GIII | 鬱金香賞           | 54   | 四位洋文 | 7    | 12   | 2    | 1:33.5 | 觸動心弦             |
| 9/4/2017   | 日本     | 阪神 | 草1600 | GI   | 櫻花賞             | 55   | 四位洋文 | 16   | 17   | 16   | 1:36.8 | 實搏女王             |
| 21/5/2017  | 日本     | 東京 | 草2400 | GI   | 優駿牝馬           | 55   | 四位洋文 | 4    | 18   | 10   | 2:25.7 | 觸動心弦             |
| 17/9/2017  | 日本     | 阪神 | 草1800 | GII  | 玫瑰錦標           | 54   | 四位洋文 | 4    | 18   | 10   | 1:46.3 | Rabbit Run           |
| 14/10/2017 | 日本     | 京都 | 草1600 |      | 清水錦標           | 51   | 酒井學   | 4    | 11   | 1    | 1:35.2 | （Reine de Briller） |
| 16/12/2017 | 日本     | 中山 | 草1600 | GIII | 綠松石錦標         | 53   | 橫山典弘 | 8    | 16   | 1    | 1:34.2 | （鎮守邊疆）         |
| 27/2/2018  | 日本     | 京都 | 草1400 | GIII | 京都牝馬錦標       | 55   | 横山典弘 | 8    | 12   | 1    | 1:23.0 | （仙女恩典）         |
| 7/4/2018   | 日本     | 阪神 | 草1600 | GII  | 阪神牝馬錦標       | 54   | 横山典弘 | 11   | 13   | 1    | 1:34.8 | （Red Avancer）      |
| 13/5/2018  | 日本     | 東京 | 草1600 | GI   | 維多利亞一哩賽     | 55   | 横山典弘 | 2    | 18   | 5    | 1:32.6 | 子夜白光             |
| 13/10/2018 | 日本     | 東京 | 草1800 | GII  | 府中牝馬錦標       | 55   | 横山典弘 | 11   | 11   | 9    | 1:45.9 | 迪雅卓               |
| 11/11/2018 | 日本     | 京都 | 草2200 | GI   | 女皇伊利沙伯二世盃 | 56   | 横山典弘 | 17   | 17   | 12   | 2:14.0 | 雍容白荷             |
| 15/12/2018 | 日本     | 中山 | 草1600 | GIII | 綠松石錦標         | 56   | 横山典弘 | 3    | 16   | 1    | 1:32.7 | （Liberty Height）   |
| 16/2/2018  | 日本     | 京都 | 草1400 | GIII | 京都牝馬錦標       | 56   | 横山典弘 | 14   | 17   | 5    | 1:21.5 | 仙女恩典             |

## 退役後
退役後，豹俠女成為了繁殖雌馬，原定於北海道浦河町辻牧場休養，但其後被送往美國，在2020年進行配種。首匹子嗣Miss Matenro在2021年出生，可於2023年出賽。

### 詳細繁殖資料
| 數目   | 馬名         | 出生年 | 性別 | 父系          | 練馬師     | 馬主       | 戰績                 |
| ------ | ------------ | ------ | ---- | ------------- | ---------- | ---------- | -------------------- |
| 第一匹 | Miss Matenro | 2021   | 雌   | Into Mischief | 栗東・昆貢 | 寺田千代乃 | 4戰0冠0亞1季（退役） |
| 第二匹 | 高樓兒子     | 2022   | 雄   | Into Mischief | 栗東・昆貢 | 寺田千代乃 | 4戰1冠0亞0季（現役） |

## 血統簡介
父系大和主將爲日本賽駒，生涯活躍於一哩賽事，曾於2007年稱霸春秋一哩賽，於2000米賽事亦有不錯戰績，如曾勝出皋月賞及秋季天皇賞。祖父週日寧靜爲美國三冠賽雙冠馬，退役後在日本配種，其子嗣贏得巨額獎金，連續12年成為日本冠軍種馬。
母系Aile de Courage為日本賽駒，生涯僅勝出一場賽事。外祖父吉兆爲美國生產的日本賽駒，生涯戰績彪炳，曾於2002年及2003年連霸秋季天皇賞及有馬紀念。

### 血統表
| 父線：週日寧靜系（Halo系）                              |                                |              |                 |
| 種馬 大和主將 2001年（栗色）                            | 週日寧靜 1986年（棕色）        | Halo         | Hail to Reason  |
| 種馬 大和主將 2001年（栗色）                            | 週日寧靜 1986年（棕色）        | Halo         | Cosmah          |
| 種馬 大和主將 2001年（栗色）                            | 週日寧靜 1986年（棕色）        | Wishing Well | Understanding   |
| 種馬 大和主將 2001年（栗色）                            | 週日寧靜 1986年（棕色）        | Wishing Well | Mountain Flower |
| 種馬 大和主將 2001年（栗色）                            | Scarlet Bouquet 1988年（栗色） | 北方風味     | 北地舞人        |
| 種馬 大和主將 2001年（栗色）                            | Scarlet Bouquet 1988年（栗色） | 北方風味     | Lady Victoria   |
| 種馬 大和主將 2001年（栗色）                            | Scarlet Bouquet 1988年（栗色） | Scarlet Ink  | Crimson Satan   |
| 種馬 大和主將 2001年（栗色）                            | Scarlet Bouquet 1988年（栗色） | Scarlet Ink  | Consentida      |
| 繁殖雌馬 Aile de Courage 2005年（棕色）                 | 吉兆 1999年（深棗色）          | Kris S.      | 雷弼圖          |
| 繁殖雌馬 Aile de Courage 2005年（棕色）                 | 吉兆 1999年（深棗色）          | Kris S.      | Sharp Queen     |
| 繁殖雌馬 Aile de Courage 2005年（棕色）                 | 吉兆 1999年（深棗色）          | Tee Kay      | Gold Meridian   |
| 繁殖雌馬 Aile de Courage 2005年（棕色）                 | 吉兆 1999年（深棗色）          | Tee Kay      | Tri Argo        |
| 繁殖雌馬 Aile de Courage 2005年（棕色）                 | Jono Matiere                   | 丸善斯基     | 尼真斯基        |
| 繁殖雌馬 Aile de Courage 2005年（棕色）                 | Jono Matiere                   | 丸善斯基     | Shill           |
| 繁殖雌馬 Aile de Courage 2005年（棕色）                 | Jono Matiere                   | Umeno Silver | Silver Shark    |
| 繁殖雌馬 Aile de Courage 2005年（棕色）                 | Jono Matiere                   | Umeno Silver | Strong Baby     |
| 雌系：號族：1-b                                         |                                |              |                 |
| 五代內近親交配：Hail to Reason 4×5、Northern Dancer 4×5 |                                |              |                 |

## 命名由來
名字中，Miss（ミス）是英語中對女性的稱呼，Panthere（パンテール）就是法語的豹，香港結合兩部分，翻譯為「豹俠女」。

## 外部連結
- 豹俠女 netkeiba.com （页面存档备份，存于）
- 血統表 （页面存档备份，存于）